# The Streets of Illusion
The Streets of Illusion er en amerikansk stumfilm fra 1917 af William Parke.

## Medvirkende
- Gladys Hulette som Beam
- J.H. Gilmour
- William Parke Jr.
- Richard Barthelmess som Donald Morton
- William Dudley som Thompson